# (117790) 2005 GO128
(117790) 2005 GO128 es un asteroide perteneciente al cinturón exterior de asteroides, descubierto el 13 de abril de 2005 por Andrew Lowe desde el iTelescope Observatory (Mayhill), Mayhill (Nuevo México), Estados Unidos.

## Designación y nombre
Designado provisionalmente como 2005 GO128.

## Características orbitales
2005 GO128 está situado a una distancia media del Sol de 3,231 ua, pudiendo alejarse hasta 3,787 ua y acercarse hasta 2,674 ua. Su excentricidad es 0,172 y la inclinación orbital 22,123 grados. Emplea 2120,90 días en completar una órbita alrededor del Sol.

## Características físicas
La magnitud absoluta de 2005 GO128 es 16,9. Tiene 4,487 km de diámetro y su albedo se estima en 0,096.